# Toís
Toís és una partida rural del terme municipal de Conca de Dalt, dins del territori de l'antic terme d'Aramunt, al Pallars Jussà.
Està situada al nord-est de les Eres d'Aramunt, en els vessants occidentals del Tossal de Sant Pere, al nord de los Àrbols i a migdia de Barrelles.
Hi mena des d'Aramunt el Camí de Toís i Travet.
Consta de més de 55 hectàrees (55,6200) de secà, amb zones de matoll, pastures, ametllerars i oliverars, i terres improductives.